# Sanam Luang

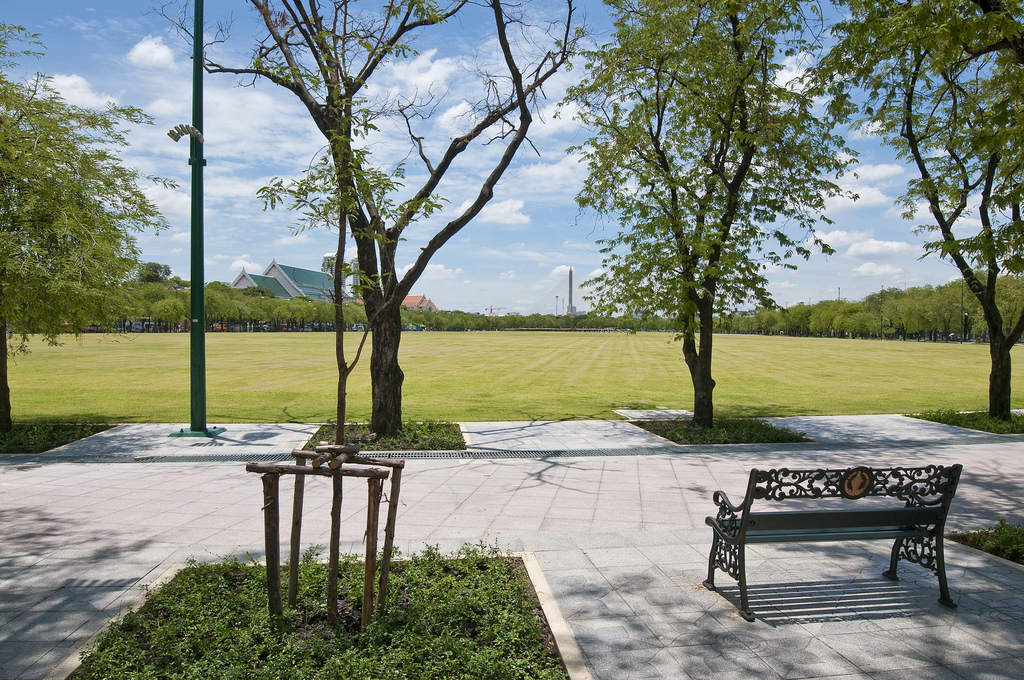
Sanam Luang in de avond

Sanam Luang (Thai: สนามหลวง) is een open gebied en het openbare plein voor Wat Phra Kaew en het Grand Palace. Sanam Luang is gelegen in het district Phra Nakhon, het historische centrum van Bangkok, Thailand. In 1782 begon de Thaise koning Rama I met de bouw van paleizen, tempels en versterkingen op deze plek.
Het werd omschreven in het Koninklijk Kroniek als volgt: "Aan de voorzijde van het Wat Mahathat ligt Sanam Luang tussen het Koninklijk Paleis en het Front Palace. Als er een koninklijke crematie plaatsvond op het 'Phramen Ground', werd de brandstapel opgezet in het midden met het Koninklijk Paleis Paviljoen in het zuiden. De muziek van het Grand Palace en van het Front Palace zou worden gespeeld op tegenoverliggende zijden van Sanam Luang."
Sanam Luang werd officieel bekend als Thung Phra Mane (de koninklijke crematie-grond). Het is gebruikt als een gebied voor de crematie van koningen, koninginnen en hooggeplaatste vorsten sinds het bewind van koning Rama I. In 1855 veranderde koning Rama IV de naam van Thung Phra Mane naar Thong Sanam Luang, de naam is later ingekort tot Sanam Luang.

## Geschiedenis

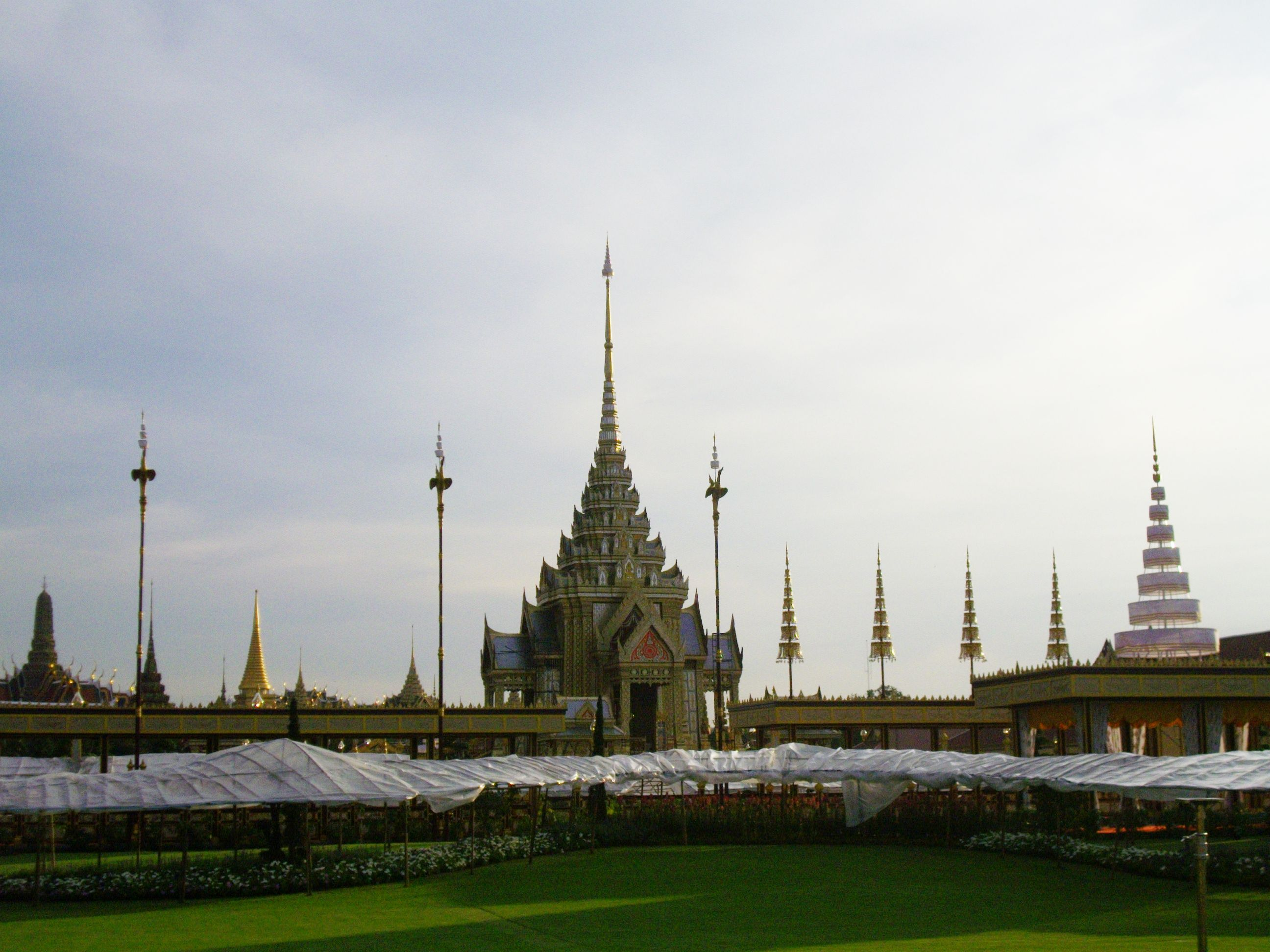
Crematorium van prinses Galyani Vadhana in 2008

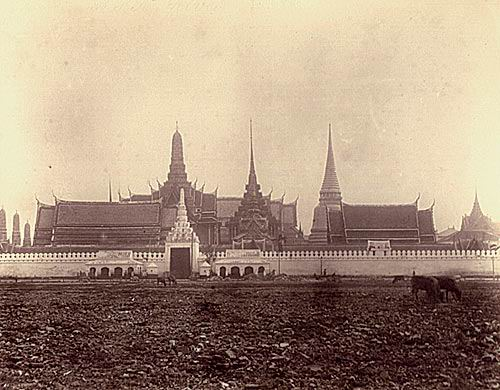
Grand Palace met daarvoor het Sanam Luang, gefotografeerd rond 1890

Sanam Luang is gebruikt sinds de tijd van koning Rama I. Koning Rama II heeft de traditie van het uitvoeren van koninklijke plechtigheden doorgezet, inclusief de crematie van de Prins van Front Palace. De Koninklijke Kronieken vermelden de nauwe band tussen de twee broers als volgt: "Aan het begin van het het seizoen van de passaatwind, vloog de koning een stervormige vlieger van voor Wat Phra Kaew naar Sanam Luang en de Prins van het Front Palace vloog een normale vlieger naar Sanam Luang."
Tijdens het bewind van koning Rama III, toen Thailand was verwikkeld in een conflict met Vietnam over de Cambodjaanse grens, wilde de koning tonen aan andere landen dat Thailand een vruchtbaar, bloeiend land was en dat zelfs de ruimte aan de voorkant van het Grand Palace nuttig werd gebruikt. Sanam Luang werd toen gebruikt voor de teelt van rijst. Als er een koninklijke begrafenis was, kon het gladgestreken worden ter voorbereiding van het evenement.
Koning Rama V vergrootte Sanam Luang en haalde alle gebouwen weg die werden gebruikt voor de ceremonies van voormalige koningen. Het was niet langer nodig om rijst te verbouwen in de buurt van het Koninklijk Paleis. De ruimte was nodig voor de voorbereiding van het eeuwfeest van Bangkok in 1897, die plaatsvond kort na terugkeer van koning Rama V uit Europa. Het was een groots feest die samenviel met de vijftigste verjaardag van de koning. Sanam Luang was nog steeds de plek voor vliegeren. Koning Rama VI gebruikte opnieuw de plaats op dezelfde wijze als de voormalige koningen; om verschillende ceremonies uit te voeren. Ook werd het gebruikt als een racebaan en golfbaan, omdat steeds meer buitenlanders op bezoek kwamen en in het land verbleven.
De huidige koning maakt jaarlijks gebruik van Sanam Luang  begin mei (in 2013 op 13 mei, overigens onder de leiding van de kroonprins), voor de ploegenceremonie en de ceremonie van Calling the Rain. Er werden verschillende ceremonies uitgevoerd op Sanam Luang, bijvoorbeeld de Bi-Centennial Celebration van Bangkok (Thai: พระ ราช พิธี ฉลอง กรุง รัตนโกสินทร์ ครบ 200 ปี) in 1982, de grootse viering van de verjaardag van de koning.
Sanam Luang wordt ook gebruikt voor koninklijke crematies:
- Rambhai Barni, de vrouw van koning Rama VII, in 1986.
- Prinses Galyani Vadhana, de zuster van koning Rama IX, in 2008.
- Prinses Bejaratana Rajasuda, de enige dochter van Rama VI, in 2012.
- Koning Bhumibol Adulyadej (Rama IX), in 2017.